# Dianella fruticans
Dianella fruticans är en grästrädsväxtart som beskrevs av Rodney John Francis Henderson. Dianella fruticans ingår i släktet Dianella och familjen grästrädsväxter. Inga underarter finns listade i Catalogue of Life.